# 真方敬道
真方 敬道（まがた のりみち、1910年 - 1987年）は、日本の倫理学者。東北大学名誉教授。中世キリスト教哲学を専攻。

## 略歴
東北帝国大学卒業。1962年、「西洋中世哲学における個体論の研究」で文学博士。東北大学倫理学主任教授を務め、1973年、定年退官。東京女子大学教授、1980年、退職。

## 著書
- 『中世個体論研究』（南窓社、キリスト教歴史双書3） 1988.10
- 『異教文化とキリスト教の間』（南窓社） 1988.10

## 翻訳
- 『創造的進化』上・下（ベルグソン、岩波文庫） 1954 - 1961、のち改版（全1巻） 1979